# SONG WRITER
『SONG WRITER』（ソング ライター）は、杉真理の3枚目のアルバムである。発売元はCBSソニー（LP：27AH 1020）

## 概要
- アルバム「MARI & REDSTRIPS」と「SWINGY」は【杉真理＆レッドストライプス】名義であったので、厳密な意味での杉真理のソロ・アルバムとしては初めてのアルバムである。
- 1980年6月21日にリリースしたシングル「Hold on」のA面曲である「Hold on」とB面曲「悲しきクラクション」が収録されている。
- 初CD化は1990年10月15日であり、CD選書シリーズとしてCBSソニーよりリリースされた。
- 杉真理のデビュー30周年記念企画として2007年7月25日に紙ジャケット仕様にて再発された。

## 収録曲

### Side-A
1. Don't stop the music
　（作詞・作曲：杉真理、平井夏美／編曲：松任谷正隆）
- Vocal, Chorus：杉真理
- Drums：青山純
- E.Bass：高水健司
- E.Guitar：今剛
- Piano：松任谷正隆
- Percussion：斎藤ノブ
- Sax：Jake.H.Conception
- Strings：Tomato
- Hand Clapping：Tokyo Big Hand Boys

2. 恋のかけひき
　（作詞・作曲：杉真理／編曲：松任谷正隆）
- Vocal：杉真理
- Drums：青山純
- E.Bass：岡沢茂
- E.Guitar：佐々木信教
- Acoustic Guitar & 12st. Guitar：吉川忠英
- Piano：松任谷正隆
- Percussion：斎藤ノブ
- Sax：Jake.H.Conception
- Strings：Tomato
- Chorus：杉真理、竹内まりや、堀口和男

3. Hold on
　（作詞・作曲：杉真理／編曲：松任谷正隆）
1980年6月21日にリリースされた7インチアナログシングル「Hold on／悲しきクラクション」のA面収録曲。
- Vocal, Chorus：杉真理
- Drums：島村英二
- E.Bass：高水健司
- E.Guitar：鈴木茂
- E.Guitar solo：佐々木信教
- Acoustic Guitar：安田裕美
- Acoustic Piano & Electric Piano, Synthesizer：松任谷正隆
- Strings：Tomato

4.悲しきクラクション
　（作詞・作曲：杉真理／編曲：松任谷正隆）
1980年6月21日にリリースされた7インチアナログシングル「Hold on／悲しきクラクション」のB面収録曲。
榊原郁恵がシングル「悲しきクラクション」（1983年9月1日）としてカバーしている。
1983年12月31日にNHKホールで行われた第34回NHK紅白歌合戦で榊原郁恵が「悲しきクラクション」を歌った。
- Vocal：杉真理
- Drums：島村英二
- E.Bass：岡沢茂
- E.Guitar：鈴木茂
- E.Guitar solo：松原正樹
- Acoustic Guitar：吉川忠英
- Synthesizer：松任谷正隆
- Trumpets：数原晋、岸義和
- Trombones：新井英治、岡田澄雄
- Sax：Jake.H.Conception、村岡健、砂原俊三
- Chorus：杉真理、堀口和男、藤本吉文

5.Send her back to me
　（作詞・作曲：杉真理／編曲：松任谷正隆）
1980年10月1日に7インチアナログシングル「Catch Your Way／Send her back to me」のB面収録という形でシングルカットされた
- Vocal：杉真理
- Drums：青山純
- E.Bass：高水健司
- E.Guitar：今剛
- Acoustic Guitar：吉川忠英
- Electric Piano：松任谷正隆
- Alto Flute：Jake.H.Conception
- Percussion：斎藤ノブ
- Strings：Tomato
- Chorus：杉真理、Rajie

### Side-B
1. 追いつめられた恋人たち
　（作詞・作曲：杉真理／編曲：松任谷正隆）
- Vocal：杉真理
- Drums：島村英二
- E.Bass：岡沢茂
- E.Guitar：鈴木茂
- E.Guitar (lead)：佐々木信教
- Acoustic Guitar：吉川忠英
- Electric Piano, Synthesizer：松任谷正隆
- Percussion：斎藤ノブ
- Chorus：町支寛二、杉真理

2.Catherine
　（作詞・作曲：杉真理／編曲：松任谷正隆）
- Vocal, Chorus：杉真理
- Drums：青山純
- E.Bass：岡沢茂
- 12st. & 6st Acoustic Guitar：吉川忠英
- Electric Piano, Accordion：松任谷正隆
- Flugelhorn：数原晋

3.サンシャイン ラブ
　（作詞・作曲：杉真理／編曲：松任谷正隆）
- Vocal：杉真理
- Drums：藤本吉文
- E.Bass：高嶋正博
- E.Guitar：佐々木信教
- Acoustic Guitar：吉川忠英
- Electric Piano & Organ：松任谷正隆
- Percussion：斎藤ノブ
- Chorus：杉真理、堀口和男

4.My baby's back
　（作詞・作曲：杉真理／編曲：松任谷正隆）
- Vocal：杉真理
- Drums：青山純
- E.Bass：岡沢茂
- E.Guitar：杉真理、佐々木信教、田上正和
- Acoustic Piano：松任谷正隆
- Synthesizer：堀口和男
- Chorus：杉真理、竹内まりや、堀口和男、町支寛二

5.Dreamin'
　（作詞・作曲：杉真理／編曲：松任谷正隆）
- Vocal：杉真理
- Drums：青山純
- E.Bass：岡沢茂
- Acoustic Guitar：吉川忠英
- Electric Piano & Cembalo：松任谷正隆
- Strings：Tomato
- Chorus：杉真理
- Harp：山川恵子
- Alto Flute：衛藤幸雄、相馬充
- Horn：沖田安弘
- Trombones：岡田澄雄、杉本勝行
- Clarinet：清水万起夫

## 30周年記念再発盤
- 2007年7月25日に紙ジャケット仕様にてSony Music Direct(GTMusic)よりリリースされた。
- 全曲24bitデジタル・リマスターが施されている。
- 11～14が追加収録された

1.Don't stop the music

2.恋のかけひき

3.Hold on

4.悲しきクラクション

5.Send her back to me

6.追いつめられた恋人たち

7.Catherine

8.サンシャイン ラブ

9.My baby's back

10.Dreamin'

11.LIVE CAPSULE《THE HOSPITAL》
（作詞：William Empson／作曲：Robert Graves杉真理）※Robert Gravesは杉真理の変名
1980年5月21日リリースの【THE HOSPITAL】名義のシングル「LIVE CAPSULE／BEE MEN（恋の蜜蜂男）」のA面収録曲である
- Vocal：サンディー
- Drums：藤本吉文
- E.Bass：高嶋正博
- E.Guitar：佐々木信教
- Keyboards：堀口和男

12.BEE MEN（恋の蜜蜂男）《THE HOSPITAL》
（作詞・作曲：Robert Graves）※Robert Gravesは杉真理の変名
1980年5月21日リリースの【THE HOSPITAL】名義のシングル「LIVE CAPSULE／BEE MEN（恋の蜜蜂男）」のB面収録曲である
- Vocal, Drums：藤本吉文
- E.Bass：高嶋正博
- E.Guitar：佐々木信教
- Keyboards：堀口和男
- Chorus：杉真理、高嶋正博、堀口和男

13.悲しきクラクション（Live Version)
（作詞・作曲：杉真理／編曲：杉真理＆The Dreamers）
- Vocal：杉真理
- Drums：清水淳
- E.Bass：藤田哲也
- E.Guitar：田上正和、杉真理
- Keyboards：嶋田陽一、小泉信彦
- Chorus：小室和幸、谷口守

14.Send her back to me（Live Version)
（作詞・作曲・編曲：杉真理＆カルパッチョス）
- Vocal, Acoustic Guitar：杉真理
- Drums：高橋結子
- E.Bass：藤田哲也
- E.Guitar：渡辺格
- Keyboards：小泉信彦